# Dům zemědělské osvěty
Dům zemědělské osvěty je trojkřídlá nárožní budova ulic Římské, Blanické a Slezské v Praze na Vinohradech. Jedná se o dílo architekta Josefa Gočára, železobetonový hranatý kolos s cihlovou fasádou a stylovými interiéry. Dům byl vystavěn v letech 1924–26, pískovcové reliéry nad severním a jižním portálem navrhl sochař Otto Gutfreund a byly instalovány v roce 1927. Reliér Obilnářství do ulice Slezské zobrazuje ženskou tvář, po jejíž stranách jsou stylizované obilné klasy. Reliér Vinařství nad portálem do ulice Římské je rovněž z pískovce a ženskou tvář zdobí po stranách stylizovaná vinná réva. V současné době se v budově nacházejí: Česká plemenářská inspekce, Státní veterinární správa, Regionální odbor Státního zemědělského intervenčního fondu, Česká akademie zemědělských věd a příspěvková organizace Ústavu zemědělské ekonomiky a informací, jehož součástí je Zemědělská, lesnická a potravinářská knihovna Antonína Švehly. 
Budova se nachází v Městské památkové zóně Vinohrady, Žižkov, Vršovice a je rovněž samostatnou kulturní památkou.

## Okolí
Naproti Domu zemědělské osvěty se pak nachází Budova Tabákové režie (později obchodního soudu, nyní Městského soudu v Praze) – dílo architekta Aloise Dryáka s dekorací evokující pěstování tabáku. Na rohu ulic Slezské a Blanické je to pak Hasičský dům (František Kavalír, 1926–28) dnes sídlo Hasičské vzájemné pojišťovny, a. s., a na rohu ulic Slezské a Blanické pak odvětrávací šachta metra.

## Galerie

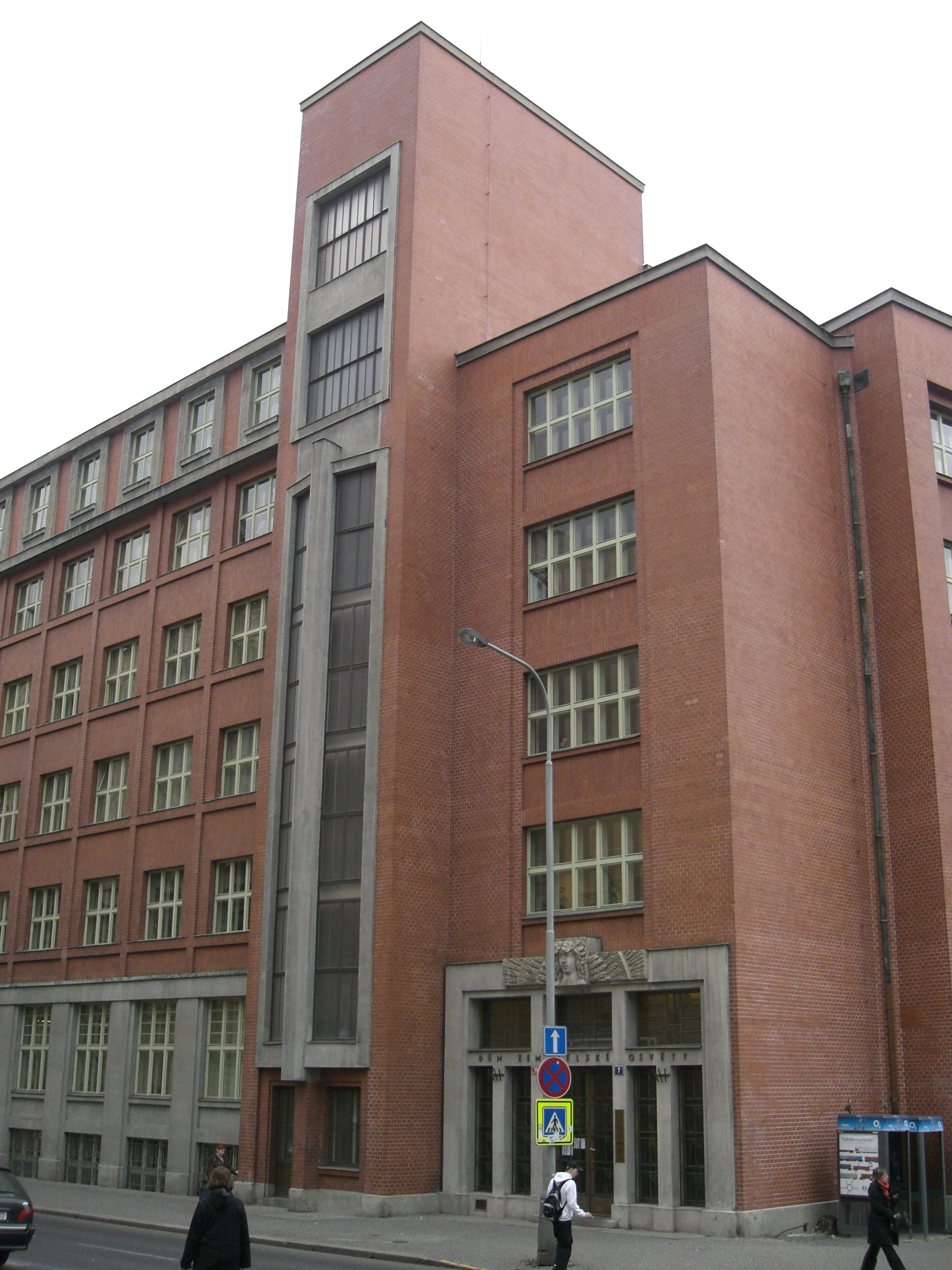
Pohled z ulice Slezské
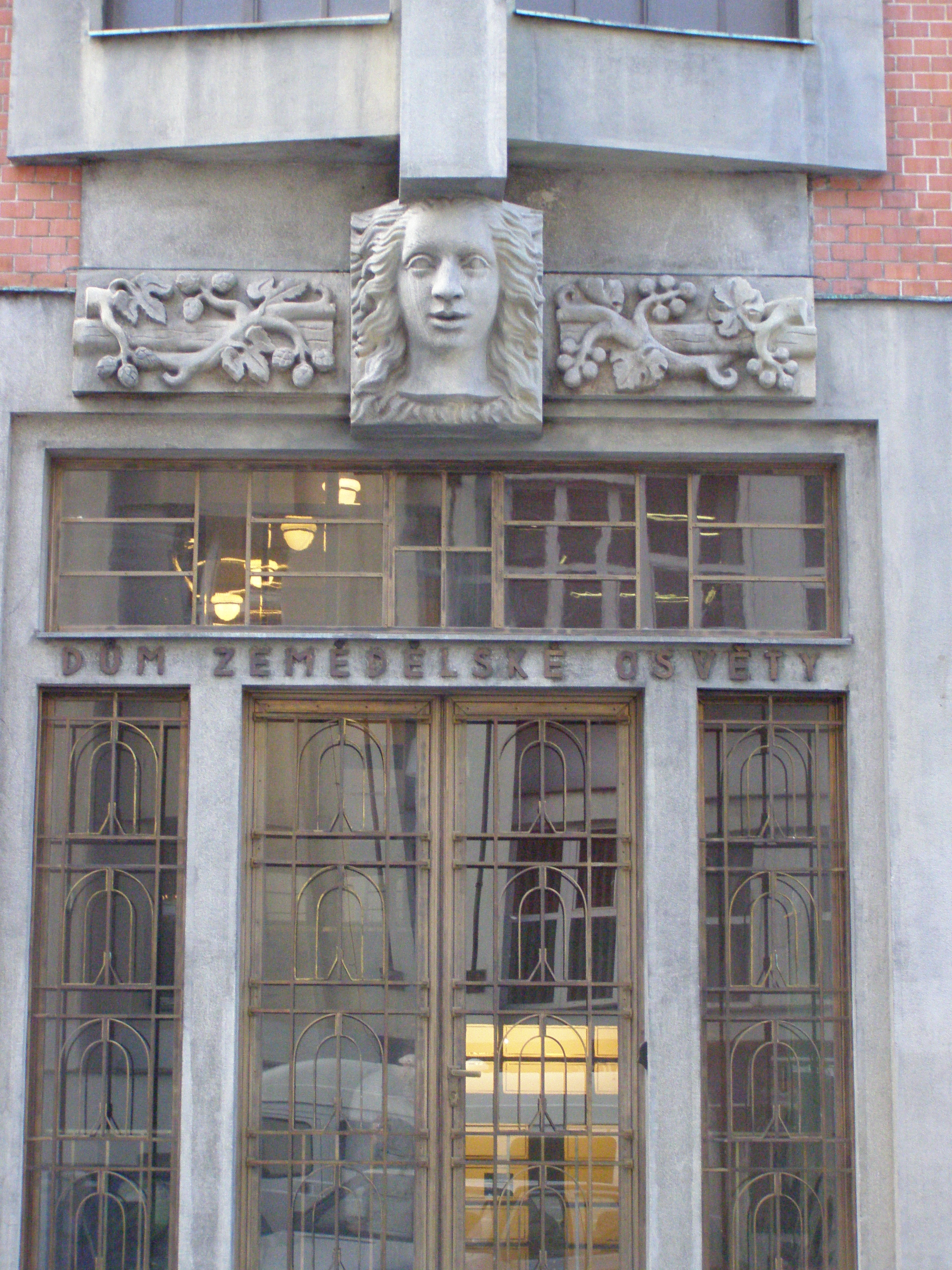
Detail severního vchodu, z ulice Římské
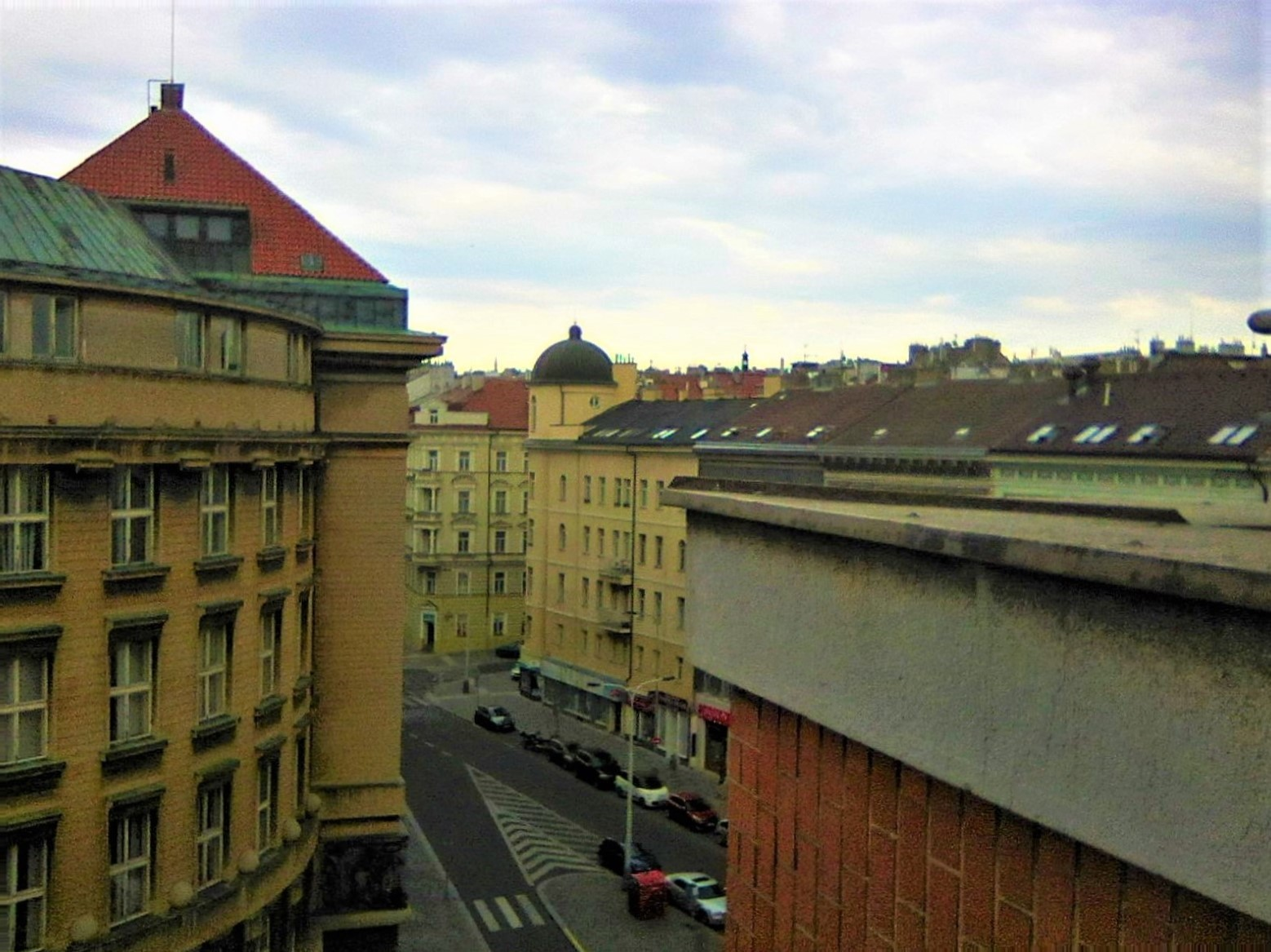
Pohled z terasy domu
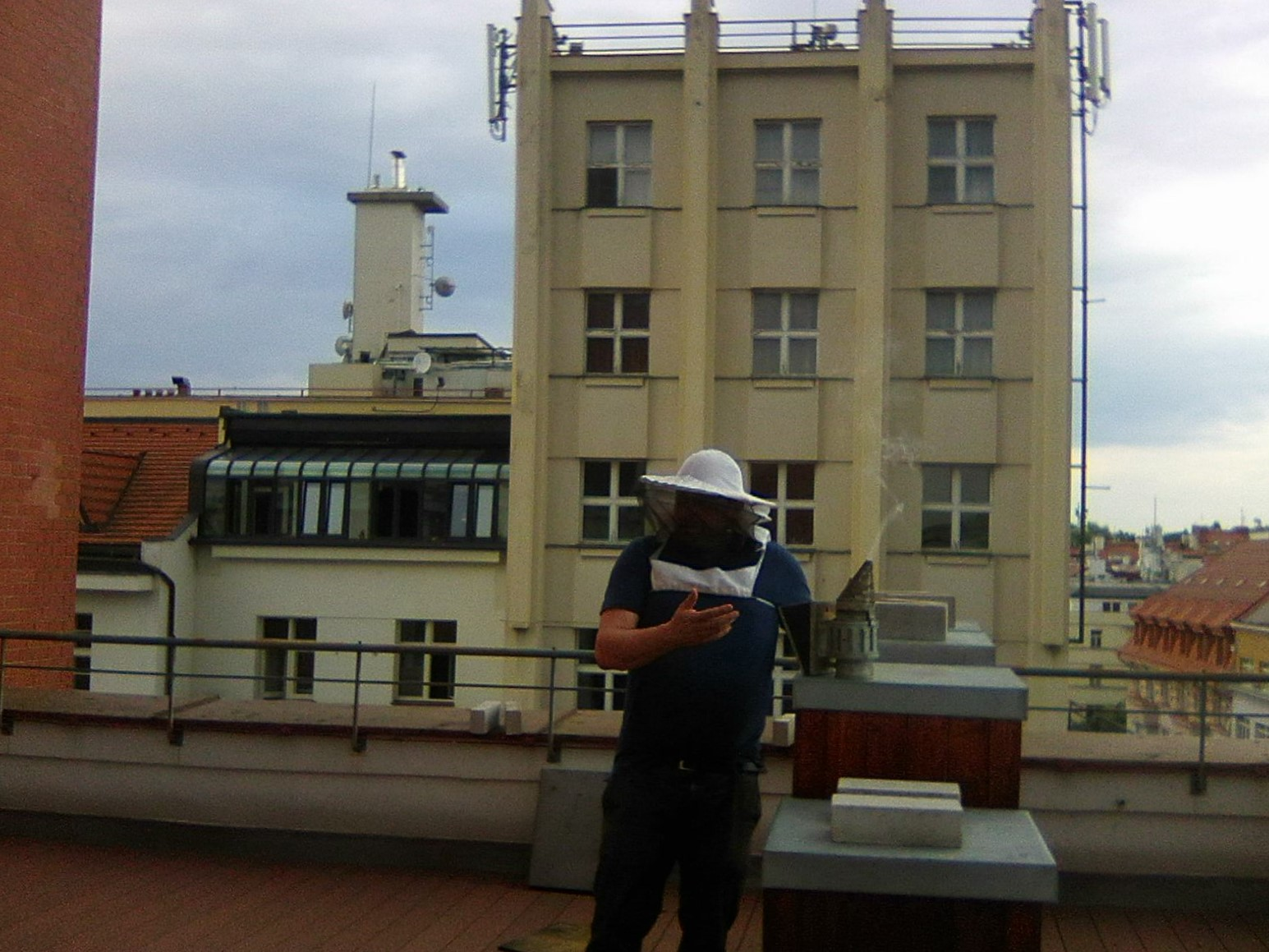
Péče o včely – terasa